# I puritani
Airs
- Se il destino a te m'invola (Acte 1)
- Son vergin vezzosa (Acte 1)
- Quella voce sua soave ... Vien diletto in ciel (Acte 2)
- Da quel dì ch'io ti mirai (Acte 3)
- Credeasi, misera (Acte 3)
- Ah! sento o mio bell'angelo (Acte 3)

Les Puritains
I puritani e i cavalieri et plus couramment I puritani (en français : Les Puritains) est un opéra en 3 actes de Vincenzo Bellini sur un livret de Carlo Pepoli, fondé sur un drame historique de Jacques-François Ancelot et Joseph Xavier Boniface (Saintine), Têtes rondes et Cavaliers.

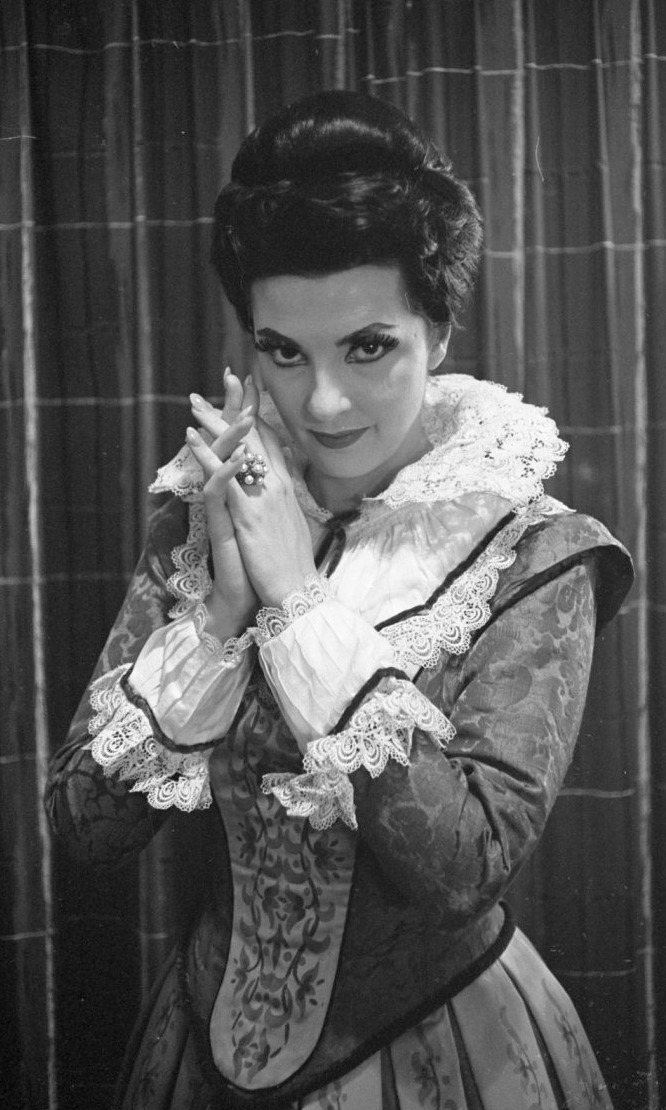
Anna Moffo en Elvira au Stadsschouwburg d'Amsterdam en 1962.

## Historique
Bellini composa son dernier opéra en neuf mois, alors qu'il s'était installé en France, à Puteaux, d'avril 1834 à janvier 1835 ; une gestation d'une pareille durée était extraordinairement longue pour l'époque. Durant cette période, la dramaturgie subit des transformations radicales, et le compositeur guida pas à pas le travail du librettiste inexpérimenté.
Initialement structuré en deux actes, l'opéra fut subdivisé en trois actes peu avant la première représentation. À cette occasion, sur les conseils de Rossini, Bellini ajouta un duo entre Giorgio et Riccardo, comme final du nouveau second acte, en remplacement d'un court récitatif.
À la veille de la première représentation, la longueur excessive du spectacle imposa la coupure de 3 grands morceaux, aujourd'hui souvent repris à l'occasion d'une nouvelle mise en scène :
- Le trio entre Arturo, Riccardo et Enrichetta (acte I) Se il destino a te m'invola
- Cantabile du duo entre Arturo et Elvira (acte III) Da quel dì ch'io ti mirai
- Cabaletta finale (acte III) Ah! sento o mio bell'angelo

## La création

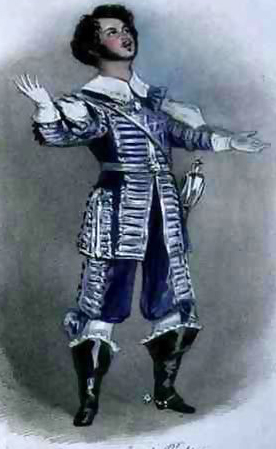
Giovanni Battista Rubini dans le rôle d'Arturo.

La première représentation eut lieu au Théâtre-Italien de Paris le 24 janvier 1835, où il reçut un accueil triomphal.
La distribution est prodigieuse :
- Giulia Grisi dans le rôle d'Elvira
- Giovanni Battista Rubini dans celui de d'Arturo
- Antonio Tamburini dans celui de Riccardo
- Luigi Lablache dans celui de Giorgio

L'opéra sera repris chaque saison à Paris et à Londres, toujours avec la même distribution, devenant le légendaire quatuor des Puritains.

## La version napolitaine
Il existe une version alternative, composée pour Maria Malibran et destinée au Teatro San Carlo de Naples, version qui, outre l'absence du duo entre Giorgio et Riccardo, présente plusieurs différences mineures, particulièrement dans la tonalité et dans les lignes mélodiques, dues à la différence de la distribution des rôles avec Elvira mezzo-soprano et Riccardo ténor. Cette version ne fut jamais montée au cours du XIXe siècle, mais ne fut représentée que le 2 avril 1986, au Teatro Petruzzelli de Bari, puis reprise par des cantatrices comme Karine Deshayes par exemple. 

## Rôles
- Arturo (ténor)
- Elvira (soprano - mezzo-soprano dans la version napolitaine)
- Riccardo (baryton - ténor dans la version napolitaine)
- Giorgio (basse)
- Enrichetta (mezzo-soprano)
- Gualtiero Valton (basse)
- Bruno (ténor)

## Argument
L'action se déroule près de Plymouth, en Angleterre au cours du XVIIe siècle, à l'époque d'Oliver Cromwell. L'histoire d'amour se noue lors d'une rencontre entre ennemis politiques, un partisan des Puritains et celui des Stuart, après la décapitation du roi Charles Ier.

### Acte I
La forteresse de Plymouth dans les années 1650 : Lord Walter Valton (Gualtiero), partisan puritain de Cromwell, s’apprête à marier sa fille, Elvira. Par le colonel sir Richard Forth (Riccardo), nous apprenons que par ce mariage, la jeune fille va s'unir au royaliste Lord Arthur Talbot (Arturo), dont elle est éprise – au grand dam du jaloux Riccardo. Elvira n’est cependant pas encore au courant de l’identité de son fiancé, laquelle lui est apprise par son oncle, sir George Valton, frère de Gualtiero (Giorgio), qui lui a tenu lieu de père adoptif. 
À l'annonce de l’arrivée d’Arturo, Elvira laisse éclater sa joie. Gualtiero déclare qu’il ne pourra assister au mariage car il doit convoyer une prisonnière d’État. En échangeant quelques mots avec cette dernière, Arturo comprend qu’il s’agit de la reine Henriette d’Angleterre (Enrichetta), destinée à subir le sort de son époux, Charles Ier, récemment décapité. Profitant de ce qu’Elvira, par jeu, a posé son voile de mariée sur le front d’Enrichetta, Arturo entreprend de faire évader la reine déchue. Riccardo se dresse d’abord devant lui, mais, comprenant le parti qu’il peut tirer de la situation, laisse Arturo s’enfuir avec la prisonnière. Les puritains maudissent alors la trahison d’Arturo.  
À la nouvelle que son promis s'est enfui avec une dame, Elvira perd la raison.

### Acte II
Giorgio révèle aux habitants du château, atterrés, qu’Elvira a perdu la raison (« Ah ! Dolor ! Ah ! Terror ! ») en apprenant la fuite d’Arturo, qu’elle soupçonne d’être épris d’Enrichetta. Elvira paraît d’ailleurs, en pleine crise de délire, persuadée d’être attendue à l’église par son bien-aimé (« Quella voce sua soave ... Vien diletto in ciel ». À ce spectacle, Riccardo, bouleversé, jure la mort d’Arturo. Giorgio lui fait comprendre qu’au contraire, ce n’est qu’en retrouvant ce dernier qu’Elvira pourra guérir. L'occasion du règlement de comptes sera plutôt la bataille imminente entre Puritains et Stuarts.

### Acte III
La scène se déroule dans un jardin empli de bosquets, proche de la maison d'Elvira. Près de la forteresse, Arturo rôde après avoir réussi à semer ses poursuivants. Au loin, il entend Elvira chanter leur chant d’amour : Arturo lui répond, comme au temps de leurs premieres amours (« A una fonte afflitto e solo »). Attirée par son chant, Elvira s’approche de sa fenêtre et aperçoit son amant. Les deux amoureux se rejoignent. Arturo répond aux reproches d’Elvira qui lui pardonne (« Finì … me lassa ! »). Ils tombent dans les bras l’un de l’autre (« Vieni, vieni fra queste braccia »). Ils sont cependant surpris par des soldats, mais se montrent prêts à mourir l’un auprès de l’autre (« Alto là ! Fedel drapello ! »). Soudain, des trompettes résonnent : les Stuarts ont été vaincus et Cromwell prononce une amnistie afin de rassembler les deux factions. Arturo et Elvira sont sauvés (« Suon d'araldi ? Un messaggio ? »). 

## Grands airs
- All'erta!, chœurs (acte I)
- Ah, per sempre io ti perdei, cavatine Riccardo (acte I)
- A te, o cara, cavatine Arturo (acte I)
- Son vergin vezzosa, cavatine Elvira (acte I)
- Ah, vieni al tempio, concertato (acte I)
- Cinta di fiori, romance Giorgio (acte II)
- Qui la voce sua soave... Vien diletto, è in ciel la luna, aria Elvira (acte II)
- Suoni la tromba, e intrepido, cabaletta duo entre Giorgio et Riccardo (acte II)
- Corre a valle, corre a monte, chanson Arturo (acte III)
- Vieni fra queste braccia, cabaletta duo entre Arturo et Elvira (acte III)
- Credeasi, misera, Arturo, Elvira, chœurs (acte III). Cet air exige du ténor qui interprète le rôle d'Arturo un contre-fa (fa4, F5), la note la plus aiguë jamais écrite pour un ténor.

## Discographie sélective
- 1953 - Maria Callas (Elvira), Giuseppe Di Stefano (Arturo), Rolando Panerai (Riccardo), Nicola Rossi-Lemeni (Giorgio) - Chœur et orchestre de La Scala de Milan, Tullio Serafin (EMI)
- 1963 - Joan Sutherland (Elvira), Pierre Duval (Arturo), Renato Capecchi (Riccardo), Ezio Flagello (Giorgio) - Chœur et orchestre du Mai Florentin, Richard Bonynge (Decca)
- 1969 - Mirella Freni (Elvira), Luciano Pavarotti (Arturo), Sesto Bruscantini (Riccardo), Bonaldo Giaiotti (Giorgio) - Chœur et orchestre RAI de Rome, Riccardo Muti (VERONA) 27029/31
- 1973 - Joan Sutherland (Elvira), Luciano Pavarotti (Arturo), Piero Cappuccilli (Riccardo), Nicolai Ghiaurov (Giorgio) - Chœur de la Royal Opera House, London Symphony Orchestra, Richard Bonynge (Decca)
- 1973 - Beverly Sills (Elvira), Nicolai Gedda (Arturo), Louis Quilico (Riccardo), Paul Plishka (Giorgio) - Ambrosian Opera Chorus, London Philharmonic Orchestra, Julius Rudel (Westminster)
- 1979 - Montserrat Caballé (Elvira), Alfredo Kraus (Arturo), Matteo Manuguerra (Riccardo), Agostino Ferrin (Giorgio) - Ambrosian Opera Chorus, Philharmonia Orchestra, Riccardo Muti (EMI)
- 2007 - Anna Netrebko (Elvira), Eric Cutler (Lord Arturo Talbo)  - Metropolitan Opera Orchestra, Chorus and Ballet - Chef de Chœur, Raymond Hugues - Direction musicale, Patrick Summers. (Deutsche Grammophon 2 DVD)

## Livret
Le livret en italien est consultable ici.

## Galerie

Décors du Théâtre du Capitole de Toulouse, 1968
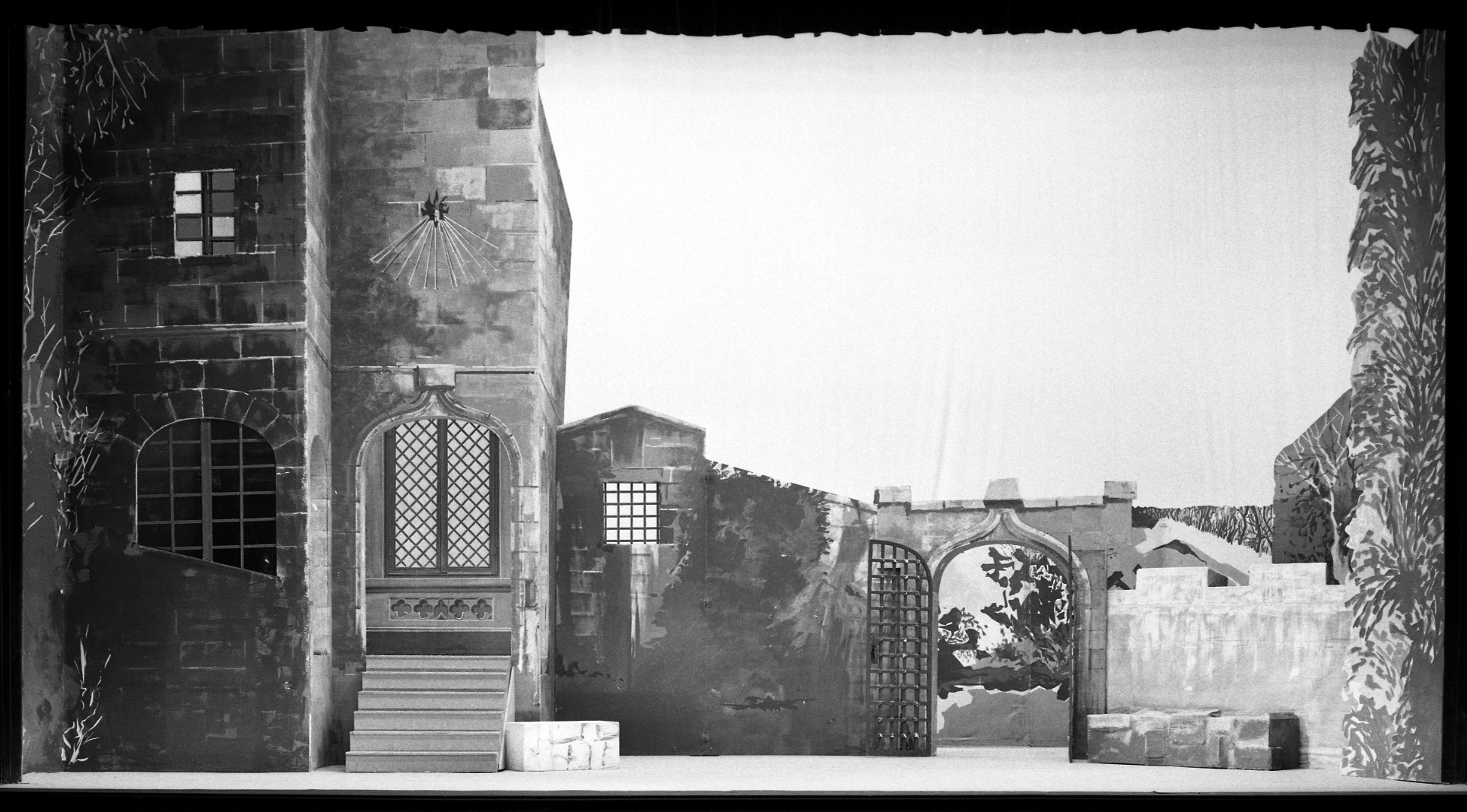
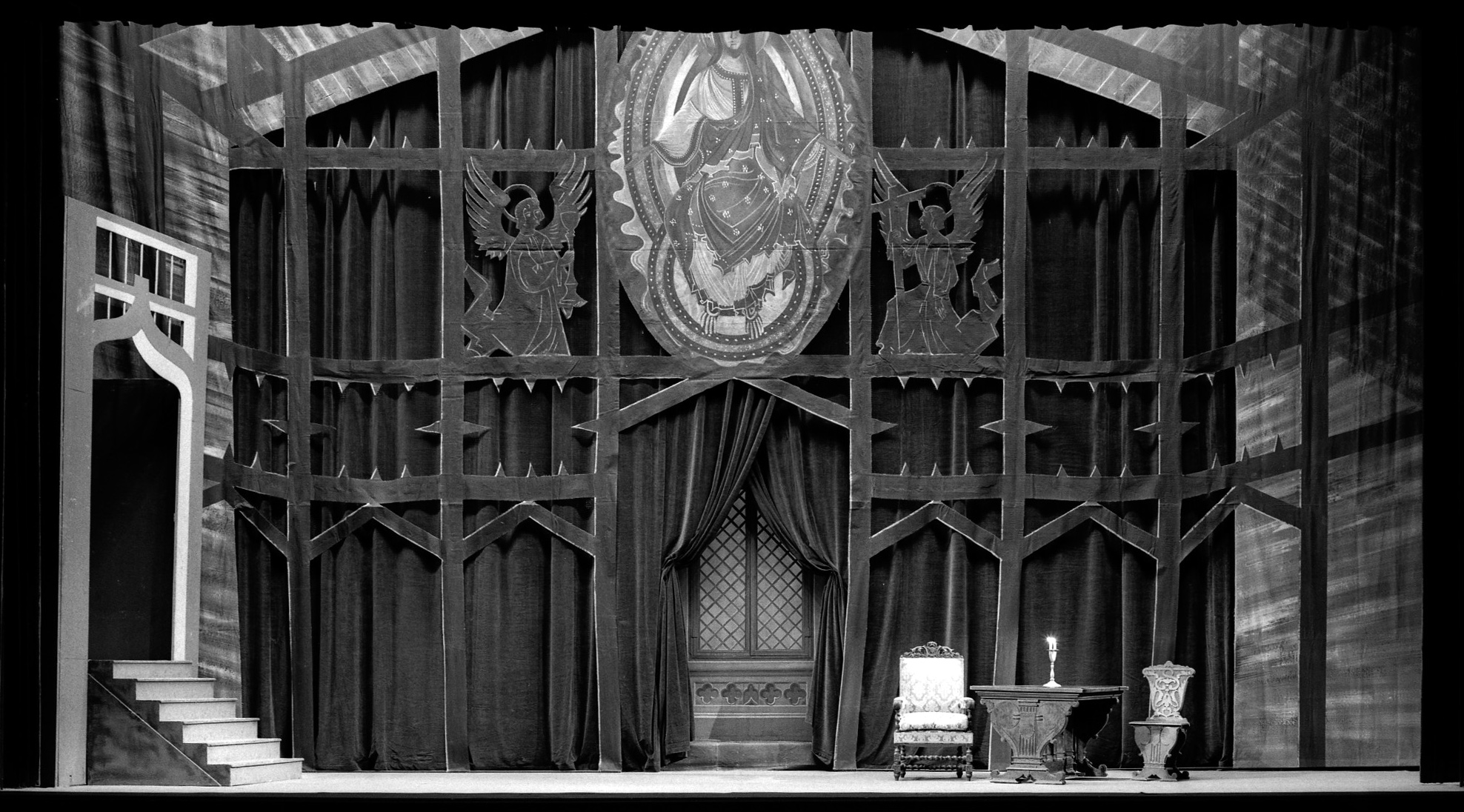
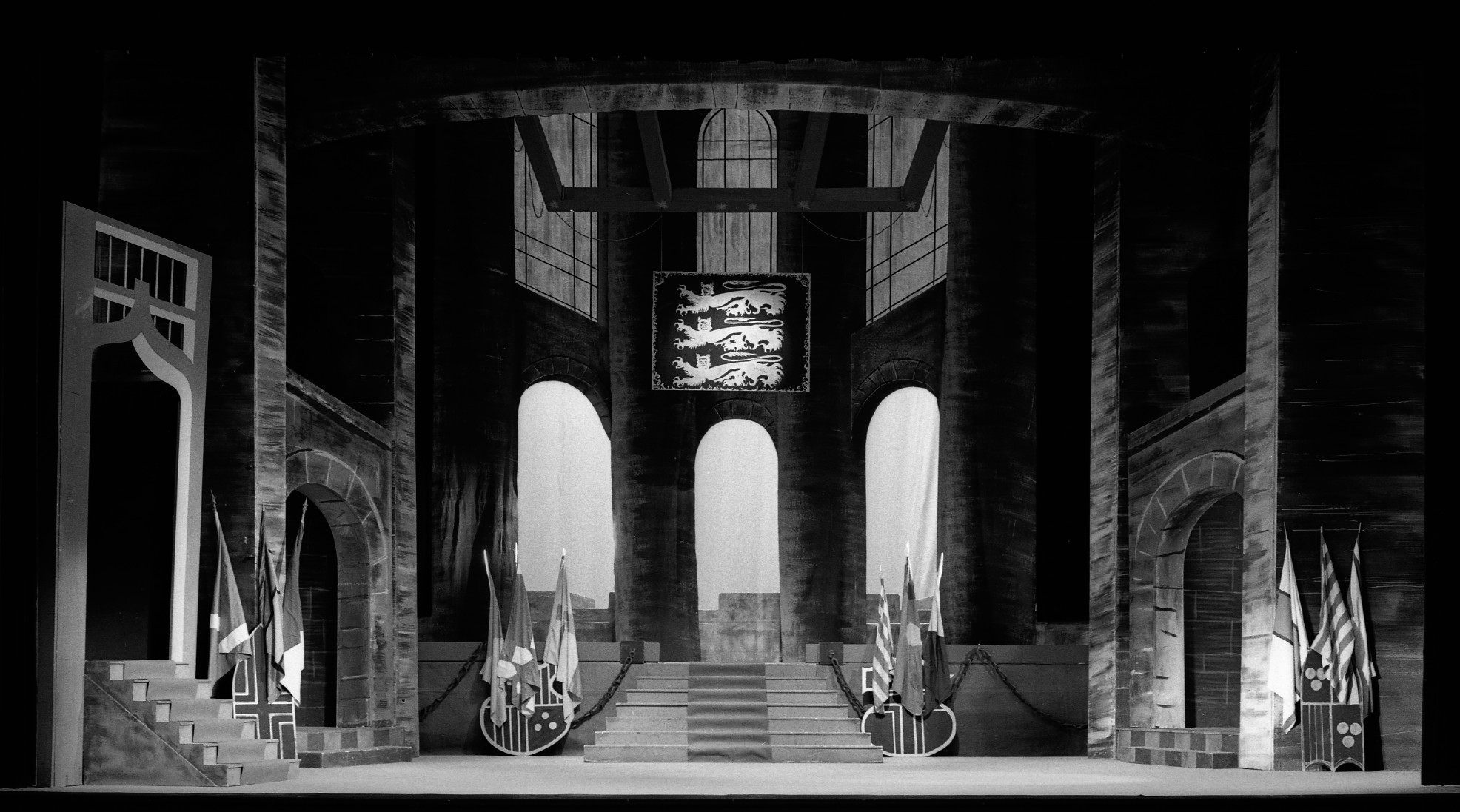
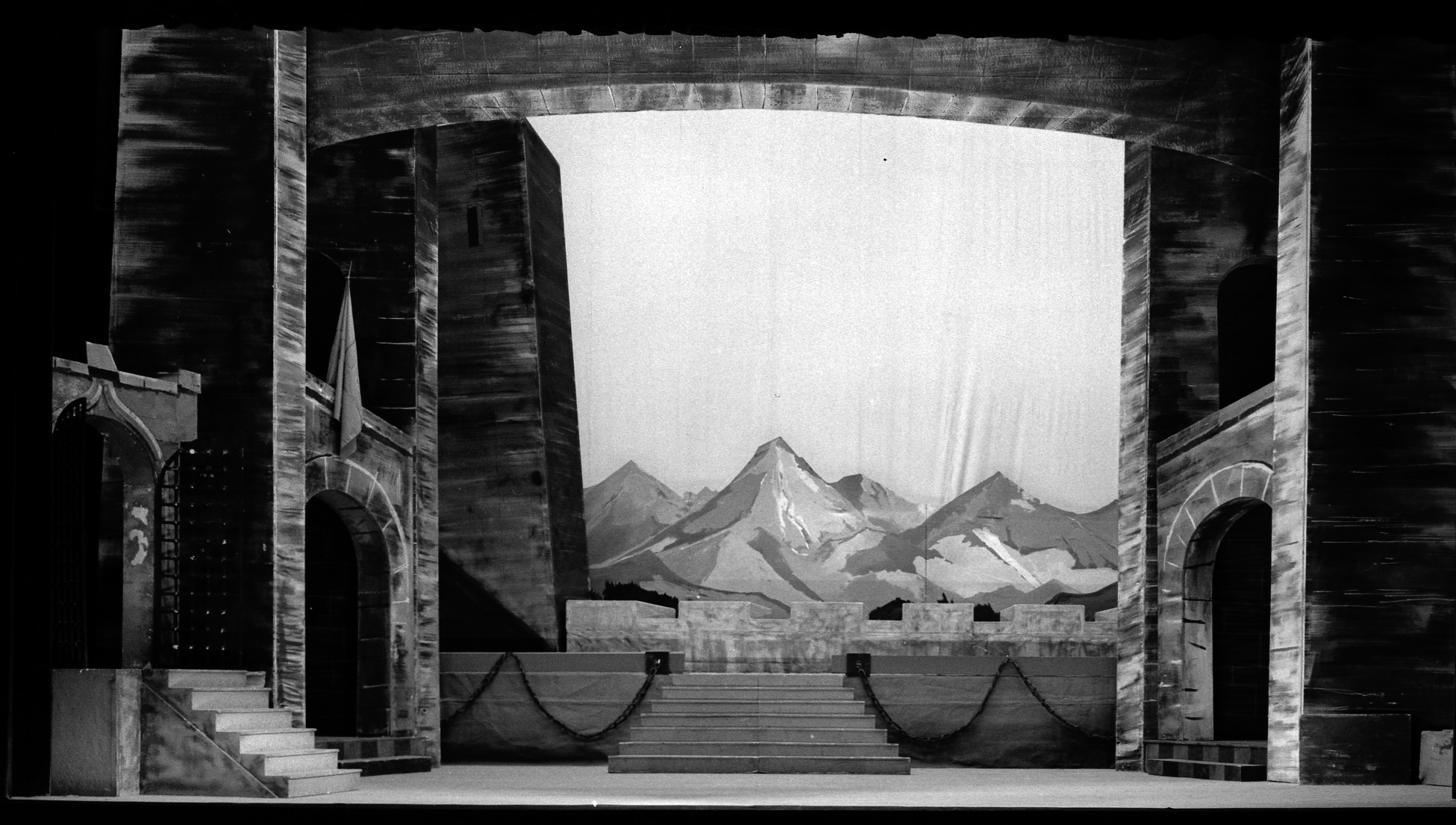

## La Galette
La Galette, hymne officiel de l'école militaire de Saint-Cyr, a été écrit en 1845 par Pierre Léon Bouisset sur la musique du duo de l'acte II, Suoni la tromba, e intrepido.

## Œuvre en rapport
- Camille Roqueplan (1802-1855), Les Puritains d'Écosse, Huile sur toile 81 x 64,5 cm, coll. du Musée de la vie romantique, Hôtel Scheffer-Renan, Paris[2].
- Hexaméron, Morceau de concert (pièce collaborative pour piano de Franz Liszt, Frédéric Chopin, Carl Czerny, Henri Herz, Johann Peter Pixis et Sigismund Thalberg)